# Сан Мартино дел Карзо
Сан Мартино дел Карзо је насеље у Италији у округу Горица, региону Фурланија-Јулијска крајина.
Према процени из 2011. у насељу је живело 258 становника. Насеље се налази на надморској висини од 163 м.